# Луције Постумије Албин (конзул 234. п. н. е.)
Луције Постумије Албин, (? — 215. п. н. е.), војсковођа и политичар Римске републике. Претпоставља се да је био син Аула Постумија Албина.
Три пута је изабран за конзула — 234. п. н. е., 228. п. н. е. и 215. п. н. е. Приликом другог мандата је водио поход против илирске краљице Теуте. Поход је завршио победом.
Године 216. п. н. е. је као претор за време другог пунског рата водио две легије против келтског народа Боји. За време похода је у одсуству изабран за конзула, међутим није се успео вратити се у Рим и преузети дужност. За време пролаза кроз Литани Силву у Цисалпској Галији, Боји су његову војску ухватили у заседу. Албин је покушао да побегне преко једног моста, али су га тамо дочекала појачања Боја и уништила га заједно с војском. Албину је одрезана глава, а потом су његову лобању Боји украсили златом и користили у ритуалне сврхе.